# Дзета Льва
Дзета Льва, (ζ Льва, Zeta Leonis, сокращ. Zeta Leo, ζ Leo), также имеющая собственное имя — Адхафера (англ. Adhafera) — звезда в созвездии Льва. Звезда является второй (после Гаммы Льва) в лезвии «Серпа», астеризма, образованного из головы Льва. Звезда наблюдается севернее 67° ю. ш. Лучшее время наблюдения — февраль.

## Имя звезды
Дзета Льва (латинизированный вариант лат. Zeta Leonis) является обозначением Байера.
Звезда носит традиционное название Адхафера (англ. Adhafera, Aldhafera, Adhafara), которое происходит от الضفيرة al-ðafīrah из арабского языка и означает «коса/завиток», ссылка на её положение в гриве льва. Однако, в другой работе указывается, что имя «Адхафера» на самом деле относится к близлежащему созвездию Волосы Вероники, и был дан звезде Льва по ошибке, что часто встречается у тех, кто использовал звездные имена.
В 2016 году Международный астрономический союз организовал Рабочую группу при МАС по звездным именам (WGSN) для каталогизации и стандартизации имен собственных звёзд. WGSN утвердила название Adhafera в своём первом бюллетене от июля 2016 года, и теперь оно включено в Список утвержденных МАС звёздных имен.

## Свойства
Дзета Льва — гигант спектрального типа F0III. С 1943 года спектр этой звезды служит одной из устойчивых опорных точек, по которой классифицируются другие звезды. Её видимая звёздная величина составляет +3,44m, что относительно немного для звезды, видимой невооруженным глазом. Тем не менее, она излучает в 85 больше энергии, чем Солнце. Адхафера имеет в три раза большую массу, чем у Солнца и радиус в шесть раз больше радиуса Солнца. Вращаясь с экваториальной скоростью 72.4 километра в секунду (в 41 раз больше солнечной), этой звезде с тремя массами Солнца требуется менее шести дней, чтобы совершить полный оборот.
Из измерений параллакса, полученных во время миссии Hipparcos, известно, что звезда удалена примерно на 274 св. лет (84 пк) от Солнца.

## Двойственность
Дзета Льва образует визуально-двойную пару с оптическим спутником, который имеет видимую звёздную величину 5,90m. Эта звезда, известная как 35 Льва, отделена от Адхаферы на 325,9 угловых секунды при позиционном угле 340°. Двойственность этой звезды открыл В. Я. Струве в 1836 год у. Согласно Вашингтонскому каталогу визуально-двойных звёзд, параметры этих компонентов приведены в таблице:
| Год  | Позиционный угол | Угловое расстояние | Видимая звёздная величина 1 компонента | Видимая звёздная величина 2 компонента | Спектральный класс |
| 1836 | 343°             | 314,4              | 3,44m                                  | 5,9m                                   | F0III              |
| 1990 | 340°             | 325,9              | 3,44m                                  | 5,9m                                   | F0III              |

Однако эти две звезды не образуют двойную звездную систему, так как 35 Льва находится всего в 100 световых годах от Земли, и таким образом, расстояние между этими двумя звезды примерно 174 св. лет (53 пк) и звёзды просто лежат на прямой видимости, причем обе они движутся в разных направлениях. Более слабая звезда — карликовый субгигант класса G (G1.5) имеет ту же температуру поверхности и цвет, что и Солнце. Она только начинает свою эволюцию в гигантскую звезду, она более массивна, чем Солнце и в 3,5 раза ярче.

## Эволюция звезды
Гиганты класса F весьма редки, так как они совершают очень быстрый переход от стадии главной последовательности (где они когда-то «сжигали» сначала водород, а затем гелий в своих ядрах) до гигантского состояния (где они в конечном итоге «жуг» гелий и углеродом). Всего миллион лет назад Адхафера была карликом класса А (почти класса В). Теперь, с мертвым ядром, состоящим из гелия, она станет гигантской звездой класса K, оранжевого цвета, всего через миллион лет, а затем завершит свою эволюцию, потратив следующие 100 миллионов лет на расширение с 12 солнечных радиусов до красного гиганта класса M с радиусом, близким к радиусу орбиты Земли. В этот момент она запустит тройную гелиевую реакцию и на какое-то время звезда снова станет оранжевым гигантом. Затем у звезды возникнут сильнейшие пульсации, которые в результате дадут внешним слоям достаточное ускорение, чтобы быть сброшенными и превратиться в планетарную туманность. В центре такой туманности остаётся оголенное ядро звезды, в котором прекращаются термоядерные реакции, и оно, остывая, превращается в гелиевый белый карлик, имеющий массу до 0,5—0,6 солнечных масс и диаметр порядка диаметра Земли.